# Kościół Świętego Jana Apostoła w Zalewie
Kościół św. Jana Apostoła w Zalewie – rzymskokatolicki kościół parafialny pod wezwaniem św. Jana Apostoła w Zalewie, należący do parafii św. Jana w dekanacie Dzierzgoń diecezji elbląskiej.

## Historia
Budowa murowanej świątyni rozpoczęła się w 1320 roku. Do 1325 roku zostało wybudowane prezbiterium, natomiast w latach 1335-1350 został wzniesiony korpus nawowy. Nowa budowla poświęcona świętemu Janowi Apostołowi, została konsekrowana w dniu 4 grudnia 1351 roku. W 1407 roku została wybudowana wieża dzwonnicza. Pierwotnie jej mury były wyższe o 2 metry. Wieża została obniżona i otrzymała obecny kształt w 1723 roku.
W 1560 roku została wzniesiona wzdłuż północnego muru kościoła osobna świątynia, w której do roku 1802 odbywały się nabożeństwa w języku polskim. Ta dobudówka, już zrujnowana, została rozebrana w 1820 roku. W 1848 roku na jej miejscu został wzniesiony przedsionek z wejściem głównym (wcześniej główne wejście mieściło się w dolnej kondygnacji wieży).
Przez kilka wieków kościół był wielokrotnie modernizowany i remontowany. Odbyło się to m.in. w latach: 1735, 1840, 1853, 1879, 1946, w latach 70. i na początku lat 80. XX wieku, a także w 2013 roku.
Od czasów reformacji do 1945 roku świątynia była własnością gminy ewangelickiej. Po drugiej wojnie światowej przejęli ją katolicy.

## Architektura
Kościół św. Jana to budowla gotycka, orientowana, salowa, o jednej nawie. Wybudowana została na planie prostokąta (nawa główna o długości 26,7 m i szerokości 11,7 m.) z cegły i ustawiona na kamiennym cokole. Po stronie wschodniej jest umieszczone prostokątne, węższe i niższe od nawy prezbiterium, zamknięte ścianą prostą. Po stronie zachodniej znajduje się czworokątna wieża (wymiar ramienia czworokąta to 11 metrów) o wysokości części murowanej 30 metrów. Została ona podzielona na trzy kondygnacje przez ostrołukowe blendy. Na kondygnacji najwyższej blendy zamknięte są łukiem półkolistym i ujęte zostały podziałami ramowymi. Całość jest zwieńczona dachem namiotowym, na którego szczycie znajduje się żelazny krzyż (z początku lat 80. XX wieku, wcześniej znajdował się tam żelazny orzeł z datą 1723).
Portal wejścia do wieży posiada łuki i bogate profile. Pierwsza kondygnacja jest połączona ze świątynią. Przy południowej ścianie nawy głównej jest umieszczona zakrystia (wzniesiona w 1815 roku), a od strony północnej kruchta. Ściany korpusu nawowego są oszkarpowane i podzielone oknami z ostrymi łukami, posiadającymi neogotyckie laskowanie. Ściana wschodnia prezbiterium jest ozdobiona dwoma prostokątnymi płycinami, między którymi jest umieszczona blenda z ostrymi łukami, a także szczytem sterczynowym z blendami z ostrymi łukami.

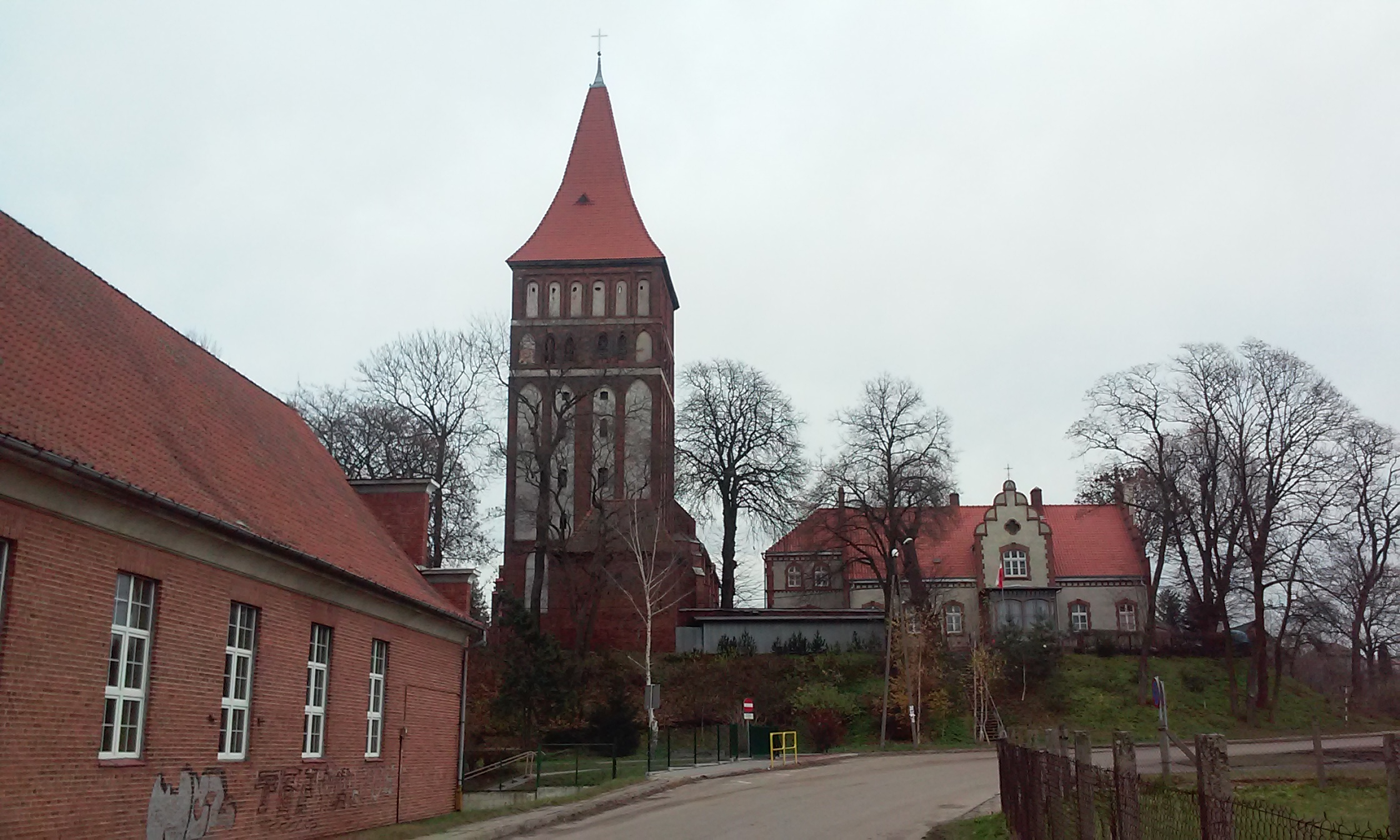
Wieża kościoła i plebania w Zalewie

Na elewacji południowej, nad wejściem do kruchty, jest umieszczona szeroka arkada z ostrymi łukami i bogatymi profilami, obramiona dekoracją malarską, na którą składają się motywy roślinne i figuralne. Wnętrza nawy i prezbiterium są nakryte płaskimi stropami.
W podziemiu kościoła znajdowała się piwnica grzebalna. Złożono w niej między innymi ciała pastorów: Dawida Pomiana (1693), Jana Nebe (1693), Gotfryda Albrechta Pauli (1745) i Ernesta Christiana Cretiusa (1770). W końcu XIX wieku, gdy instalowano w kościele ogrzewanie, przeniesiono niektóre trumny z części środkowej do bocznych krypt, które potem zamurowano. Na zwolnionej powierzchni postawiono piece centralnego ogrzewania. Po 1945 roku, podczas remontu kościoła, zasypano dojście do części grzebalnej piwnic.

## Otoczenie

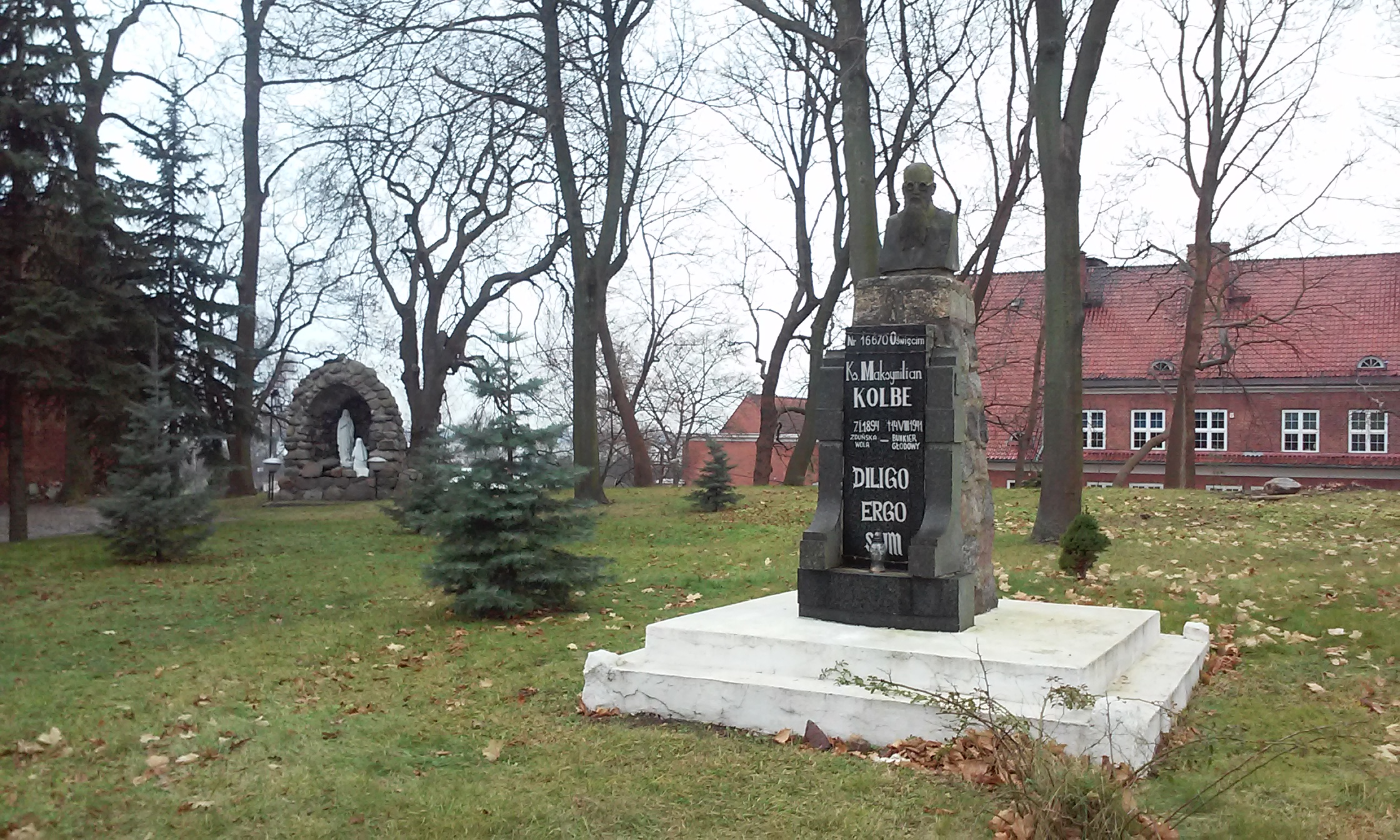
Zalewo, pomnik św. Maksymiliana

Obok kościoła, po stronie południowo-zachodniej, stoi neogotycka plebania, zbudowana w 1898 roku. Po stronie zachodniej zaś baszta, w której znajduje się lokalna izba pamięci i fragment muru miejskiego z XIV-XVI wieku oraz kapliczka lurdzka. Od strony północnej, na terenie dawnego cmentarza przykościelnego, na którym chowano do roku 1734, stoi pomnik św. Maksymiliana Kolbe.